# 黄锦
黄锦（1572年—1654年），字孚元，号絅存、又号絅庵，广东饶平宣化都大埕（今东界大埕乡）上黄村人，明末政治人物、书法家，崇祯年间官至礼部尚书。

## 生平
先祖自福建迁居饶平宣化都大埕（今饶平大埕镇上黄村），祖父黃允德，父黄夙盛。明万历三十七年（1609年）考中举人，天启二年（1622年）登进士，选进翰林院学馆深造。三年後，由庶吉士授检讨（史官名，职常修国史），历任少詹事、日讲官及分校礼闱等。崇祯十二年（1639年）为知制诰副总裁，十月升礼部右侍郎。十三年春知貢舉，冬轉吏部左侍郎。十四年京察後，调为南京礼部尚书。崇祯十六年（1643年）以病歸。
南明隆武元年（1646年）投奔福州隆武帝，起为禮部右侍郎，賜號「奉天翊運中興宣猷守正文臣」，尋晋吏部尚书，加太子太保，隆武二年（1647年）以年老乞歸。未行而清兵已陷閩，继下潮廣，锦韜晦林下。永曆八年（1653年）策反潮州总兵郝尚久，“预其谋，倾家助饷”，失敗後，匿於石庵山石洞內，讀書其中。清廷赦其罪，年八十三，終老尚书府。

## 家族
曾祖黄保。祖父黄允德，以孫黄琮贈福建左布政使。父黄凤盛，寿官。子黄殿龄，崇禎壬午舉人。孫黄华，諸生，能詩，工書法。曾孫黄憙、玄孙黄桂正，俱清朝舉人。現其後人仍居於尚書府，一房居港。

## 书法

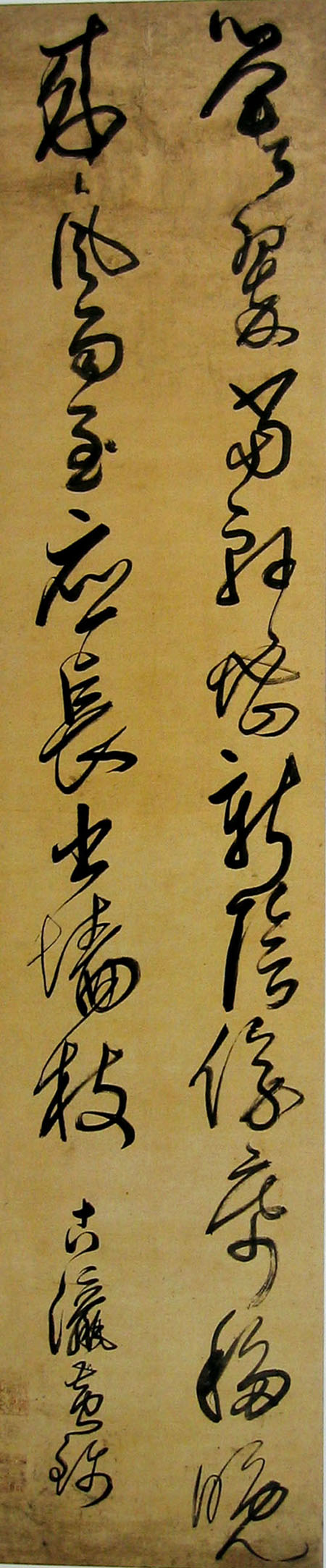
黄锦作品

- 潮州石庵两处摩崖石刻：“最上岩”与“寒拾留响”；
- 饶平三饶：萬歷十五年（1587年），題道韵楼石匾；

## 著述
黄锦曾先后参加修制《神宗实录》和修校《十三经》、《二十一史》等。 越年因病乞归。后在潮州府城西（今属湘桥区）建尚书府定居。晚年专心诗词和传授书法，著作有《笔耕堂集》。